# Peri Baumeister
Pour les articles homonymes, voir Baumeister.
Peri Baumeister, née en 1986 à Berlin, est une actrice allemande.

## Biographie
Peri Baumeister est la fille de l'acteur Edwin Noël-Baumeister et de la manageuse culturelle Judith Schäfer-Schuller. Sa demi-sœur aînée, Muriel Baumeister, est également actrice.
De 2007 à 2011, Peri Baumeister étudie les arts dramatiques à l'Académie bavaroise de théâtre August-Everding (de) de Munich. Durant cette période, elle apparaît au Metropoltheater (de) de Munich dans les adaptations théâtrales des films Dogville et Manderlay de Lars von Trier mises en scènes par Jochen Schölch (de). Au cours de sa troisième année d'études, elle joue son premier rôle au cinéma (celui de Grete Trakl) dans le film Tabu – Es ist die Seele ein Fremdes auf Erden aux côtés de Lars Eidinger. Pour ce début sur grand écran dans un rôle principal, elle reçoit le prix du Festival Max Ophüls de la meilleure actrice montante. Elle joue ensuite un des rôles principaux du film Russendisko d'Oliver Ziegenbalg (de). Elle est ensuite nommée au prix de l'Académie allemande de télévision (de) pour son rôle dans le film Männertreu (de) de Hermine Huntgeburth. Elle joue plus tard le rôle de l'épouse du physicien Werner Heisenberg dans la série télévisée norvégienne The Heavy Water War : Les Soldats de l'ombre, qui retrace la tentative d'Adolf Hitler d'obtenir la bombe nucléaire.

## Filmographie

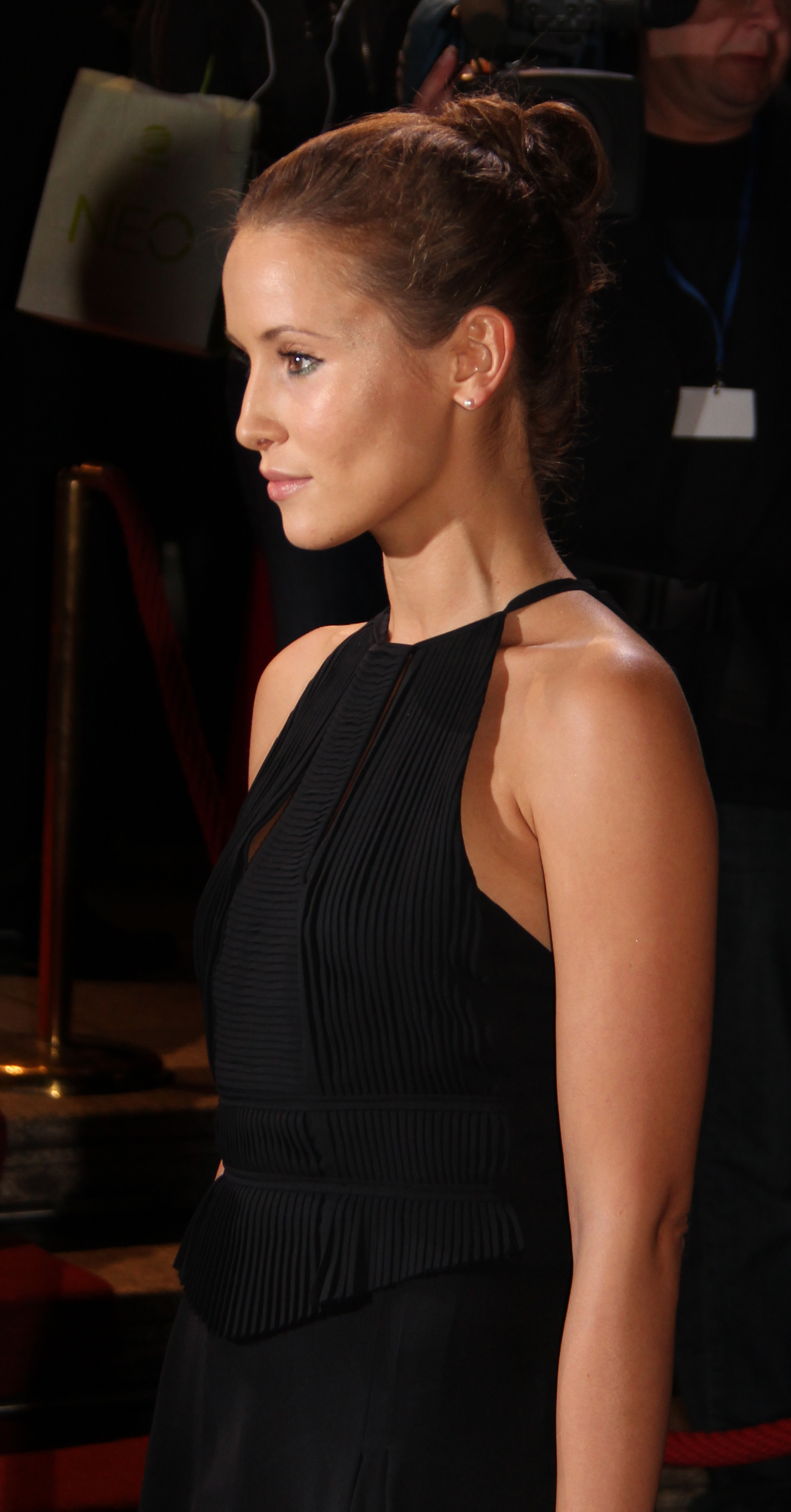
Peri Baumeister en 2012.

- 2011 : Tabu – Es ist die Seele ein Fremdes auf Erden
- 2012 : Russendisko
- 2012 : Borowski und der stille Gast
- 2013 : Ein weites Herz – Schicksalsjahre einer deutschen Familie
- 2013 : Wetlands
- 2014 : Irre sind männlich
- 2014 : Männertreu
- 2015 : Halbe Brüder
- 2015 : Blochin – Die Lebenden und die Toten (mini-série télévisée)
- 2015 : Berlin section criminelle (Der Kriminalist) – Treu bis in den Tod
- 2015 : The Heavy Water War : Les Soldats de l'ombre (Kampen om tungtvannet, mini-série télévisée)
- 2015 : Herbe Mischung (téléfilm)
- 2016 : Ein starkes Team: Nathalie (série télévisée)
- 2016 : Oregon Pine
- 2016 : Unsere Zeit ist jetzt
- 2016 : Die Chefin – Abrechnung (série télévisée)
- 2016 : Schwarzach 23 und die Jagd nach dem Mordsfinger (téléfilm)
- 2017-2018 : The Last Kingdom (série télévisée)
- 2018 : Charlotte Link – Die Betrogene (série télévisée)
- 2018 : Liliane Susewind – Ein tierisches Abenteuer
- 2018 : Mackie Messer – Brechts Dreigroschenfilm
- 2019 : Bauhaus - Un temps nouveau (série télévisée)
- 2019 : Skylines (série Netflix)
- 2019 : Péitruss (co-production luxembourgo-néerlandaise)
- 2020 : 9 Tage wach
- 2021 : Blood Red Sky
- 2024 : The Signal  (série Netflix)